# 1991 en cyclisme
| Années du cyclisme : 1988 - 1989 - 1990 - 1991 - 1992 - 1993 - 1994    |
| Décennies du cyclisme : 1960 - 1970 - 1980 - 1990 - 2000 - 2010 - 2020 |

Les faits marquants de l'année 1991 en cyclisme.

## Par mois

### Mars
- 23 mars : l'Italien Claudio Chiappucci remporte Milan-San Remo.

### Avril
- 7 avril : le Tour des Flandres est remporté par le Belge Edwig Van Hooydonck.
- 14 avril : le Français Marc Madiot gagne Paris-Roubaix pour la deuxième fois.
- 21 avril : l'Italien Moreno Argentin s'impose pour la quatrième fois à Liège-Bastogne-Liège. Il devient ainsi derrière Eddy Merckx et ses cinq victoires le coureur à avoir le plus gagné la « Doyenne des classiques ».

### Mai
- 19 mai : la 46e édition du Tour d'Espagne est remporté par l'Espagnol Melchor Mauri.

### Juin
- 16 juin : l'Italien Franco Chioccioli gagne le Tour d'Italie.

### Juillet
- 11 juillet : la 6e étape du Tour de France est gagné au Havre par Thierry Marie, échappé solitaire pendant 234 km.
- 28 juillet : l'Espagnol Miguel Indurain remporte le premier de ses cinq Tours de France.

### Août
- 17 août : Francis Moreau champion du monde de poursuite individuelle professionnelle.

## Championnats

### Principaux champions nationaux sur route
- Allemagne : Falk Boden
- Belgique : Benjamin Van Itterbeeck
- Danemark : non organisé
- Espagne : Juan Carlos González Salvador
- France : Armand de Las Cuevas
- Italie : Gianni Bugno
- Luxembourg : non organisé
- Pays-Bas : Steven Rooks
- Suisse : Laurent Dufaux

## Principales naissances
- 5 janvier : Jelle van Gorkom, pilote de BMX néerlandais.
- 7 janvier : Alise Post, pilote de BMX américaine.
- 22 janvier : Mitchell Mulhern, cycliste australien.
- 2 février : Zhong Tianshi, cycliste chinoise.
- 19 février : Ethan Mitchell, cycliste néo-zélandais.
- 24 février : Melissa Hoskins, cycliste australienne.
- 1er mars : Rubén Fernández, cycliste espagnol.
- 25 mars : Wilco Kelderman, cycliste néerlandais.
- 9 avril : Luke Durbridge, cycliste australien.
- 10 mai : Tim Wellens, cycliste belge.
- 13 juin : Stefany Hernández, pilote de BMX vénézuélienne.
- 16 juillet : Sam Webster, cycliste néo-zélandais.
- 23 juillet : Lars van der Haar, cycliste néerlandais.
- 17 août : Michael Hepburn, cycliste australien.
- 26 août : Arnaud Démare, cycliste français.
- 10 octobre : Mariana Pajón, pilote de BMX colombienne.
- 26 octobre : Warren Barguil, cycliste français.
- 12 novembre : Gijs Van Hoecke, cycliste belge.
- 21 novembre : Danielle King, cycliste britannique.
- 29 novembre : Rebecca James, cycliste britannique.
- 10 décembre : Elisa Longo Borghini, cycliste italienne.
- 12 décembre : Annette Edmondson, cycliste australienne.

## Principaux décès
- 16 mars : Urbain Caffi, cycliste français. (° 10 janvier 1917).
- 9 avril : Antoine Dignef, cycliste belge. (° 3 octobre 1910).
- 26 avril : Jean Goujon, cycliste français. (° 21 avril 1914).
- 18 juin : Leonida Frascarelli, cycliste italien. (° 20 novembre 1906).
- 2 octobre : Serge Lapébie, cycliste français. (° 9 juin 1946).
- 17 octobre : Piet van Est, cycliste néerlandais. (° 11 août 1934).
- 20 décembre : Albert Van Vlierberghe, cycliste belge. (° 18 mars 1942).